# Ilona Czamańska
Ilona Czamańska (ur. 2 listopada 1951 w Poznaniu) – polska historyczka i bałkanistka, profesor Uniwersytetu im. Adama Mickiewicza w Poznaniu.

## Życiorys
Córka Wojciecha Szulca i Ksawery Bukowskiej. W 1974 ukończyła studia historyczne na Wydziale Historycznym UAM w Poznaniu, a w 1982 obroniła pracę doktorską (promotor Janusz Pajewski). W 1997 uzyskała stopień doktora habilitowanego na podstawie rozprawy: Mołdawia i Wołoszczyzna wobec Polski, Węgier i Turcji w XIV i XV wieku. 19 lutego 2014 uzyskała tytuł profesorski. W 2021 przeszła na emeryturę.
W 1999 była stypendystką Fundacji im. Lanckorońskich, prowadząc badania w Wiedniu. Jej zainteresowania naukowe koncentrują się wokół dziejów Europy Środkowej i Południowo-Wschodniej, głównie w XIV–XVIII wieku. W 1998 ukazał się w jej tłumaczeniu Latopis Ziemi Mołdawskiej Mirona Costina.
W latach 2007–2019 pełniła funkcję kierownika Zakładu Bałkanistyki w Instytucie Historii UAM, a także przewodniczącej Komisji Bałkanistyki działającej przy poznańskim oddziale Polskiej Akademii Nauk. Jest redaktorką naczelną pisma Balcanica Posnaniensia. Acta et studia. Była promotorką trzech rozpraw doktorskich.

## Wybrane publikacje
- Mołdawia i Wołoszczyzna wobec Polski, Węgier i Turcji w XIV i XV wieku, Poznań: Wydawnictwo Naukowe UAM 1996
- (redakcja) Miron Costin, Latopis Ziemi Mołdawskiej i inne utwory historyczne, tł., wstęp i komentarz Ilona Czamańska, Poznań: Wydawnictwo Naukowe UAM 1998.
- (redakcja) Poselstwo Rafała Leszczyńskiego do Turcji w 1700 roku. Diariusze i inne materiały, przygot. Ilona Czamańska przy współpracy Danuty Zydorek, wstęp i komentarz Ilona Czamańska, Leszno: Urząd Miasta 1998.
- (współautor) Słownik władców Europy nowożytnej i najnowszej, pod red. Macieja Serwańskiego i Józefa Dobosza, Poznań: Wydawnictwo Poznańskie 1998.
- (współautor) Słownik władców Europy średniowiecznej, pod red. Józefa Dobosza i Macieja Serwańskiego, Poznań: Wydawnictwo Poznańskie 1998.
- (współautor) Słownik dynastii Europy, pod red. Józefa Dobosza i Macieja Serwańskiego, Poznań: Wydawnictwo Poznańskie 1999.
- Drakula. Wampir, tyran czy bohater?, Poznań: Wydawnictwo Poznańskie 2003.
- Wiśniowieccy. Monografia rodu, Poznań: Wydawnictwo Poznańskie 2007.
- (współautor) Vademecum bałkanisty: lata 500–2007, red. Ilona Czamańska, Zdzisław Pentek, Poznań: Instytut Historii UAM 2009.
- Dokumenty klasztoru oo. kamedułów z Pożajścia w Państwowym Archiwum Historycznym w Tbilisi: katalog, Poznań: Wydawnictwo Nauka i Innowacje 2012.
- (współautor: Jan Leśny), Bitwa na Kosowym Polu 1389, Poznań: Wydawnictwo Poznańskie 2015.
- Historia Serbii, tom 1, Poznań: Wydawnictwo Naukowe UAM 2021.